# Nerea Camacho
Nerea Camacho (ur. 15 maja 1996 w Balanegrii) – hiszpańska aktorka filmowa i telewizyjna. W 2008, w wieku zaledwie 12 lat, zdobyła nagrodę Goya dla najlepszej aktorki debiutującej.

## Życiorys
Nerea Camacho urodziła się 15 maja 1996 roku w Balanegrii. Zadebiutowała w 2008 roku w opartym na prawdziwej historii Aleksji González-Barros filmie Camino wyreżyserowanym przez Javiera Fessera. W filmie tym wcieliła się w tytułową rolę Caminy. Za rolę tę otrzymała nagrodę Goya dla najlepszej aktorki debiutującej. Potem zagrała w kilku filmach i dwóch serialach takich jak: Trzy metry nad niebem, Życie to jest to, Niewolnica Victoria, Bohaterowie, Bienvenidos al Lolita i Tylko Ciebie chcę.

## Filmografia
filmy
- 2008: Camino jako Camino[1]
- 2008: Bohaterowie jako Helena[1]
- 2010: Trzy metry nad niebem jako Daniela[1]
- 2011: Życie to jest to jako Bárbara[1]
- 2012: Tylko Ciebie chcę jako Daniela[1]
- 2018: Tiempo después

seriale
- 2014: Bienvenidos al Lolita jako Greta Vidal[1]
- 2016: Niewolnica Victoria jako Victoria Quintero[1]